# 로랑 트뤼게
로랑 장 프랑수아 트뤼게(Laurent Jean-François Truguet, 1752년 1월 10일 ~ 1839년 12월 26일)는 프랑스의 해군 제독이다. 해군 장교의 아들로 태어나 1765년 해군에 입대하였으며 1795년 프랑스 제1공화국 해군장관, 1797년 주에스파냐 프랑스 대사를 역임했다. 1831년 해군원수(Amiral de France)의 칭호를 받았다.